# Stemmadenia simulans
Stemmadenia simulans là một loài thực vật có hoa trong họ La bố ma. Loài này được J.F.Morales & Q.Jiménez miêu tả khoa học đầu tiên năm 1999.